# Liste der Bodendenkmale in Amt Neuhaus
In der Liste der Bodendenkmale in Amt Neuhaus sind alle Bodendenkmale der niedersächsischen Gemeinde Amt Neuhaus aufgelistet. Die Quelle ist der Denkmalatlas Niedersachsen. Der Stand der Liste ist der 30. Juni 2024.

## Allgemein
In den Spalten finden sich folgende Informationen des Bodendenkmales :
- Lage        : geographische Koordinaten
- Bezeichnung : Bezeichnung lt. Denkmalatlas
- Beschreibung: Beschreibung lt. Denkmalatlas
- ID          : Objekt-ID
- Bild        : Bild, ggf. zusätzlich mit Link zu weiteren Fotos im Medienarchiv Wikimedia Commons.

## Bitter
| Lage                       | Bezeichnung     | Beschreibung | ID                              | Bild |
| -------------------------- | --------------- | ------------ | ------------------------------- | ---- |
| 53° 9′ 59″ N, 11° 2′ 10″ O | Bitter 1, Deich |              | 35494471/1/-/ 28932977 35494471 | BW   |

## Bohnenburg
| Lage                       | Bezeichnung         | Beschreibung                                                                                           | ID                              | Bild |
| -------------------------- | ------------------- | --- | ------------------------------- | ---- |
| 53° 9′ 49″ N, 11° 7′ 18″ O | Bohnenburg 1, Deich | | 35489539/1/-/ 28933217 35489539 | BW   |
| 53° 9′ 52″ N, 11° 7′ 18″ O | Bohnenburg 4, Wurt  | Dm. von ca. 25 m und H. von ca. 1,5 m über dem umgebenden Gelände. Vor 1776 errichtet.                 | 28933233                        | BW   |
| 53° 9′ 50″ N, 11° 7′ 12″ O | Bohnenburg 5, Wurt  | Dm. von ca. 40 × 30 m und H. von ca. 0,6 m über dem umgebenden Gelände. Vermutlich vor 1776 errichtet. | 28933714                        | BW   |
| 53° 9′ 51″ N, 11° 7′ 15″ O | Bohnenburg 6, Wurt  | Dm. von ca. 40 × 25 m und H. von ca. 0,7 m über dem umgebenden Gelände. Vermutlich vor 1776 errichtet. | 28933716                        | BW   |
| 53° 9′ 53″ N, 11° 7′ 19″ O | Bohnenburg 7, Wurt  | Dm. von ca. 40 × 30 m und H. von ca. 0,6 m über dem umgebenden Gelände. Vermutlich vor 1776 errichtet. | 28933718                        | BW   |
| 53° 9′ 54″ N, 11° 7′ 20″ O | Bohnenburg 8, Wurt  | Dm. von ca. 40 × 30 m und H. von ca. 0,8 m über dem umgebenden Gelände. Vermutlich vor 1776 errichtet. | 28933720                        | BW   |

## Darchau
| Lage                         | Bezeichnung      | Beschreibung | ID                              | Bild |
| ---------------------------- | ---------------- | --- | ------------------------------- | ---- |
| 53° 14′ 8″ N, 10° 53′ 55″ O  | Darchau 1, Deich | Vom alten Elbdeich, der auf 1,2 km Länge in der Gmkg. verlief, ist aufgrund der Deichertüchtigung heute obertägig nur noch ein Rest von etwa 120 m Länge südlich des ehemaligen Wachturms erhalten. Die Breite des alten Elbdeichs beträgt hier ca. 25 m, die Höhe ca. 4 m. Bei trapezförmigem Profil weist er eine Kronenbreite von ca. 4 m auf. Der Deich ist in der Kurhann. LA, Blatt Nr. 74, Dahlenburg, verzeichnet. Der alte Kerndeich dürfte unter dem neuen Deich noch größtenteils erhalten sein. | 35435491/1/-/ 28933110 35435491 | BW   |
| 53° 14′ 16″ N, 10° 53′ 40″ O | Darchau 2, Wurt  | Annähernd rechteckig mit Dm. von ca. 70 m und H. von bis zu 2 m über umgebendem Gelände. Vor 1776 errichtet. | 28933466                        | BW   |
| 53° 14′ 20″ N, 10° 53′ 42″ O | Darchau 3, Wurt  | Dm. von ca. 40 m und H. von ca. 1 m. Vor 1776 errichtet. | 28933366                        | BW   |
| 53° 14′ 22″ N, 10° 53′ 44″ O | Darchau 4, Wurt  | Dm. von ca. 50 m und H. von bis zu 1,3 m. Vor 1776 errichtet. | 28933464                        | BW   |
| 53° 14′ 22″ N, 10° 53′ 52″ O | Darchau 5, Wurt  | Annähernd rechteckig mit Dm. von ca. 35 m und H. von bis zu 1 m über dem umgebenden Gelände. Vor 1776 errichtet. | 28933724                        | BW   |
| 53° 14′ 25″ N, 10° 53′ 43″ O | Darchau 6, Wurt  | | 28933368                        | BW   |

## Groß Banratz
| Lage                         | Bezeichnung          | Beschreibung | ID       | Bild |
| ---------------------------- | -------------------- | ------------ | -------- | ---- |
| 53° 14′ 28″ N, 10° 56′ 11″ O | Groß Banratz 1, Wurt |              | 28933213 | BW   |

## Herrenhof
| Lage                       | Bezeichnung        | Beschreibung | ID                              | Bild |
| -------------------------- | ------------------ | ------------ | ------------------------------- | ---- |
| 53° 9′ 43″ N, 11° 3′ 43″ O | Herrenhof 1, Deich |              | 35493875/1/-/ 28932973 35493875 | BW   |

## Kaarßen
| Lage                        | Bezeichnung      | Beschreibung | ID       | Bild |
| --------------------------- | ---------------- | ------------ | -------- | ---- |
| 53° 10′ 32″ N, 11° 1′ 39″ O | Kaarßen 1, Deich |              | 28933102 | BW   |

## Kolepant
| Lage                         | Bezeichnung       | Beschreibung | ID                              | Bild |
| ---------------------------- | ----------------- | ------------ | ------------------------------- | ---- |
| 53° 13′ 5″ N, 10° 56′ 43″ O  | Kolepant 1, Deich |              | 35444762/1/-/ 28933104 35444762 | BW   |
| 53° 13′ 14″ N, 10° 56′ 35″ O | Kolepant 2, Wurt  |              | 28933364                        | BW   |
| 53° 13′ 12″ N, 10° 56′ 39″ O | Kolepant 3, Wurt  |              | 28933362                        | BW   |
| 53° 13′ 10″ N, 10° 56′ 42″ O | Kolepant 6, Wurt  |              | 28933360                        | BW   |

## Konau
| Lage                        | Bezeichnung    | Beschreibung | ID                              | Bild |
| --------------------------- | -------------- | --- | ------------------------------- | ---- |
| 53° 15′ 7″ N, 10° 51′ 58″ O | Konau 1, Deich | Teilstück des alten Elbdeiches, ehemalige Länge in der Gmkg. ca. 1,5 km. Heute nur noch im Bereich der Ortslage in ursprünglicher Form erhalten, Breite dort ca. 20 m, Höhe nach Norden ca. 3 m, nach Süden ca. 4 m. Trapezförmiges Profil. In der Karte der Kurhann. LA Blatt Nr. 69 verzeichnet. | 35429136/1/-/ 28933472 35429136 | BW   |

## Krusendorf
| Lage                         | Bezeichnung            | Beschreibung | ID                              | Bild |
| ---------------------------- | ---------------------- | ------------ | ------------------------------- | ---- |
| 53° 17′ 46″ N, 10° 50′ 45″ O | Krusendorf 1, Landwehr |              | 35485938/1/-/ 28933619 35485938 | BW   |

## Laake
| Lage                       | Bezeichnung    | Beschreibung | ID                              | Bild |
| -------------------------- | -------------- | ------------ | ------------------------------- | ---- |
| 53° 9′ 13″ N, 11° 4′ 25″ O | Laake 1, Deich |              | 35490879/1/-/ 28933106 35490879 | BW   |
| 53° 9′ 14″ N, 11° 4′ 30″ O | Laake 4, Deich |              | 35490936/1/-/ 28933227 35490936 | BW   |

## Neu Garge
| Lage                         | Bezeichnung        | Beschreibung | ID       | Bild |
| ---------------------------- | ------------------ | ------------ | -------- | ---- |
| 53° 16′ 22″ N, 10° 49′ 37″ O | Neu Garge 1, Deich |              | 28932981 | BW   |
| 53° 16′ 42″ N, 10° 50′ 35″ O | Neu Garge 2, Deich |              | 28932983 | BW   |
| 53° 16′ 15″ N, 10° 49′ 42″ O | Neu Garge 6, Wurt  |              | 28933346 | BW   |
| 53° 16′ 17″ N, 10° 49′ 47″ O | Neu Garge 7, Wurt  |              | 28933344 | BW   |
| 53° 16′ 19″ N, 10° 49′ 46″ O | Neu Garge 8, Wurt  |              | 28933342 | BW   |
| 53° 16′ 19″ N, 10° 49′ 50″ O | Neu Garge 9, Wurt  |              | 28933340 | BW   |
| 53° 16′ 20″ N, 10° 49′ 51″ O | Neu Garge 10, Wurt |              | 28933338 | BW   |
| 53° 16′ 21″ N, 10° 49′ 55″ O | Neu Garge 11, Wurt |              | 28933243 | BW   |

## Neuhaus
| Lage                         | Bezeichnung      | Beschreibung | ID                                                                                    | Bild |
| ---------------------------- | ---------------- | --- | ------------------------------------------------------------------------------------- | ---- |
| 53° 16′ 17″ N, 10° 55′ 42″ O | Neuhaus 5, Deich | Entlang des Westufers der Krainke verlief auf ca. 4,2 km Länge ein Deich, von dem noch vier Teilabschnitte erhalten sind. Er ist in Blatt 1303 der preußischen LA auf ganzer Länge, in der Kurhannoverschen LA nur im nördlichen Teil verzeichnet. Das südlichste erhaltene Teilstück hat eine Länge von 100 m, seine Breite beträgt ca. 7 m, die Höhe ca. 1 m. Das zweite erhaltene Teilstück liegt am Südrand des Ortsteils Gülze und hat eine Länge von ca. 200 m. Die Breite des Deiches beträgt hier ca. 10 m, die Höhe ca. 1,50 m, wird nach Süden durch eine moderne Anschüttung aber niedriger. Auf gut 100 m Länge nach Norden ist der Altdeich abgetragen, es folgt ein Teilstück von knapp 700 m Länge, mit einer Breite von ca. 12 m und einer Höhe von 1,5 m. Das nördlichste erhaltene Teilstück des Altdeiches hat eine Länge von ca. 140 m. Hier wurde zusätzliche erde modern angeschoben, sodass die Breite des Deiches jetzt ca. 20 m und die Höhe bis 2 m beträgt. | 35460766 50390427 35477683 35477733/1/-/ 28933730 35460766 50390427 35477683 35477733 | BW   |
| 53° 17′ 19″ N, 10° 55′ 39″ O | Neuhaus 6, Burg  | Von der ehemaligen Niederungsburg sind heute Reste der späteren Ausbauphasen erhalten: Ein Festungsgürtel mit Bastionen um einen Innenhof. Innenfläche ca. 30 × 50 m. Die Breite des Walles beträgt durchschnittlich ca. 20 bis 30 m, im Norden und Westen ist er Bastionsartig verstärkt. Der Zugang erfolgt heute durch eine ca. 10 m breite Öffnung im Südwesten. Höhe des Walles (nach außen) im Osten bis 6 m, im Südwesten ca. 4,5 m. Im Innenraum sind an mehreren Stellen Gebäudereste erhalten. Am Ost-Rand, unmittelbar am Wall, ist eine ca. 4 m hohe Mauer, auf 24 m Länge erhalten. Weitere Mauerreste befinden sich im Südosten des Wallringes und nordwestl. des Eingangs. Außerhalb des Festungsgürtels sind rundum Gräben erhalten, größtenteils wasserführend. | 28933740                                                                              |      |

## Niendorf
| Lage                         | Bezeichnung       | Beschreibung | ID                              | Bild |
| ---------------------------- | ----------------- | ------------ | ------------------------------- | ---- |
| 53° 19′ 10″ N, 10° 52′ 18″ O | Niendorf 2, Deich |              | 28933728                        | BW   |
| 53° 18′ 7″ N, 10° 53′ 23″ O  | Niendorf 3, Wurt  |              | 28933601                        | BW   |
| 53° 19′ 24″ N, 10° 52′ 28″ O | Niendorf 4, Deich |              | 35453841/1/-/ 28933726 35453841 | BW   |
| 53° 18′ 4″ N, 10° 53′ 24″ O  | Niendorf 6, Wurt  |              | 28933603                        | BW   |
| 53° 18′ 4″ N, 10° 53′ 27″ O  | Niendorf 7, Wurt  |              | 28933605                        | BW   |
| 53° 18′ 36″ N, 10° 53′ 31″ O | Niendorf 8, Wurt  |              | 28933607                        | BW   |
| 53° 18′ 31″ N, 10° 53′ 28″ O | Niendorf 9, Wurt  |              | 28933609                        | BW   |
| 53° 18′ 28″ N, 10° 53′ 28″ O | Niendorf 10, Wurt |              | 28933611                        | BW   |
| 53° 18′ 27″ N, 10° 53′ 27″ O | Niendorf 11, Wurt |              | 28933613                        | BW   |
| 53° 18′ 21″ N, 10° 53′ 25″ O | Niendorf 12, Wurt |              | 28933615                        | BW   |

## Pommau
| Lage                         | Bezeichnung     | Beschreibung | ID                              | Bild |
| ---------------------------- | --------------- | ------------ | ------------------------------- | ---- |
| 53° 12′ 38″ N, 10° 57′ 30″ O | Pommau 1, Deich |              | 35446692/1/-/ 28932969 35446692 | BW   |
| 53° 12′ 46″ N, 10° 57′ 18″ O | Pommau 2, Wurt  |              | 28933358                        | BW   |
| 53° 12′ 45″ N, 10° 57′ 20″ O | Pommau 5, Wurt  |              | 28933356                        | BW   |

## Popelau
| Lage                         | Bezeichnung      | Beschreibung | ID                              | Bild |
| ---------------------------- | ---------------- | --- | ------------------------------- | ---- |
| 53° 14′ 25″ N, 10° 53′ 20″ O | Popelau 1, Deich | Teilstück des alten Elbdeiches, von der Gemarkungsgrenze zu Darchau im O (dort Fortsetzung, FStNr. 1) bis an die Gemarkungsgrenze zu Konau im W (dort Fortsetzung, FStNr. 1). Durch Dünenzug ehemals auf ca. 500 m L. unterbrochen, dort ist heute ein moderner Deich vorhanden. Die Länge des Altdeiches in der Gemarkung betrug ursprünglich 350 m im SO und weitere 550 m im NW. Heute ist der Altdeich obertägig nur noch in der Ortslage Popelau auf etwa 550 m Länge erhalten. Seine Breite beträgt hier ca. 20 m, die Höhe nach SW ca. 4 m, nach NO ca. 3 m. Das Profil ist trapezförmig, die Deichkrone hat eine Breite von ca. 4 m. | 35435098/1/-/ 28933470 35435098 | BW   |
| 53° 14′ 51″ N, 10° 52′ 41″ O | Popelau 2, Wurt  | Ca. 40 m Durchmesser und ca. 2 m Höhe über dem umgebende Gelände. Gehörte zu einer Brinksiedlung, die im 18. Jh. (vor 1776) außendeichs angelegt wurde. In den 50er/60er Jahren des 20. Jhs. wurden die Gebäude abgerissen. Ist auf Blatt Nr. 69 der Kurhannoverschen Landesaufnahme von 1776 verzeichnet. | 28933478                        | BW   |
| 53° 14′ 49″ N, 10° 52′ 45″ O | Popelau 3, Wurt  | Ca. 40 m Durchmesser und ca. 1,2 m Höhe über dem umgebende Gelände. Gehörte zu einer Brinksiedlung, die im 18. Jh. (vor 1776) außendeichs angelegt wurde. In den 50er/60er Jahren des 20. Jhs. wurden die Gebäude abgerissen. Die Wurt ist auf Blatt Nr. 69 der Kurhannoverschen Landesaufnahme von 1776 verzeichnet. | 28933480                        | BW   |
| 53° 14′ 49″ N, 10° 52′ 48″ O | Popelau 4, Wurt  | Ca. 40 × 60 m Durchmesser und aufgrund von Planierungen nur noch ca. 0,8 m Höhe über dem umgebende Gelände. Gehörte zu einer Brinksiedlung, die im 18. Jh. (vor 1776) außendeichs angelegt wurde. In den 50er/60er Jahren des 20. Jhs. wurden die Gebäude abgerissen. Die Wurt ist auf Blatt Nr. 69 der Kurhannoverschen Landesaufnahme von 1776 verzeichnet. | 28933482                        | BW   |
| 53° 14′ 49″ N, 10° 52′ 52″ O | Popelau 5, Wurt  | Ca. 40 m Durchmesser und ca. 2 m Höhe über dem umgebende Gelände. Gehörte zu einer Brinksiedlung, die im 18. Jh. (vor 1776) außendeichs angelegt wurde. In den 50er/60er Jahren des 20. Jhs. wurden die Gebäude abgerissen. Die Wurt ist auf Blatt Nr. 69 der Kurhannoverschen Landesaufnahme von 1776 verzeichnet. | 28933484                        | BW   |

## Preten
| Lage                         | Bezeichnung     | Beschreibung | ID                              | Bild |
| ---------------------------- | --------------- | ------------ | ------------------------------- | ---- |
| 53° 18′ 22″ N, 10° 53′ 38″ O | Preten 1, Deich |              | 35517961/1/-/ 28933591 35517961 | BW   |
| 53° 19′ 8″ N, 10° 53′ 59″ O  | Preten 2, Deich |              | 28933593                        | BW   |
| 53° 19′ 21″ N, 10° 53′ 19″ O | Preten 3, Deich |              | 35452350/1/-/ 28933595 35452350 | BW   |
| 53° 19′ 23″ N, 10° 54′ 39″ O | Preten 6, Deich |              | 28933597                        | BW   |

## Privelack
| Lage                         | Bezeichnung        | Beschreibung | ID       | Bild |
| ---------------------------- | ------------------ | ------------ | -------- | ---- |
| 53° 11′ 58″ N, 10° 58′ 50″ O | Privelack 1, Deich |              | 28933352 | BW   |
| 53° 12′ 10″ N, 10° 58′ 44″ O | Privelack 5, Wurt  |              | 28933354 | BW   |
| 53° 11′ 49″ N, 10° 58′ 56″ O | Privelack 6, Wurt  |              | 28933352 | BW   |

## Raffatz
| Lage                       | Bezeichnung      | Beschreibung | ID                              | Bild |
| -------------------------- | ---------------- | ------------ | ------------------------------- | ---- |
| 53° 8′ 59″ N, 11° 6′ 26″ O | Raffatz 1, Deich |              | 35490747/1/-/ 28933221 35490747 | BW   |

## Rassau
| Lage                       | Bezeichnung     | Beschreibung | ID                              | Bild |
| -------------------------- | --------------- | ------------ | ------------------------------- | ---- |
| 53° 11′ 8″ N, 11° 0′ 31″ O | Rassau 1, Deich |              | 35499398/1/-/ 28933215 35499398 | BW   |

## Stiepelse
| Lage                        | Bezeichnung        | Beschreibung | ID                              | Bild |
| --------------------------- | ------------------ | ------------ | ------------------------------- | ---- |
| 53° 17′ 8″ N, 10° 48′ 17″ O | Stiepelse 1, Deich |              | 35499151/1/-/ 28933229 35499151 | BW   |

## Strachau
| Lage                       | Bezeichnung       | Beschreibung | ID                              | Bild |
| -------------------------- | ----------------- | ------------ | ------------------------------- | ---- |
| 53° 8′ 50″ N, 11° 5′ 44″ O | Strachau 1, Deich |              | 35490791/1/-/ 28933223 35490791 | BW   |

## Viehle
| Lage                         | Bezeichnung     | Beschreibung | ID                              | Bild |
| ---------------------------- | --------------- | ------------ | ------------------------------- | ---- |
| 53° 15′ 27″ N, 10° 50′ 36″ O | Viehle 1, Deich |              | 35499291/1/-/ 28933100 35499291 | BW   |
| 53° 15′ 30″ N, 10° 51′ 38″ O | Viehle 10, Wurt |              | 28933118                        | BW   |

## Vockfey
| Lage                         | Bezeichnung      | Beschreibung | ID       | Bild |
| ---------------------------- | ---------------- | ------------ | -------- | ---- |
| 53° 13′ 29″ N, 10° 55′ 59″ O | Vockfey 1, Deich |              | 28933225 | BW   |

## Wehningen
| Lage                        | Bezeichnung        | Beschreibung | ID                              | Bild |
| --------------------------- | ------------------ | --- | ------------------------------- | ---- |
| 53° 10′ 33″ N, 11° 9′ 22″ O | Wehningen 1, Deich | | 35488443/1/-/ 28933736 35488443 | BW   |
| 53° 10′ 3″ N, 11° 10′ 0″ O  | Wehningen 2, Burg  | Am Südrand von Wehningen an der Löcknitz liegt auf einem Plateau die Burg Wehningen. Sie liegt am Rande einer alten Elbschleife außerhalb des eigentlichen Elbuferwalls auf relativ hoch gelegenem Gelände. Erkennbar ist der Burgplatz heute als ovales Plateau von ca. 110 × 120 m Größe, das von einem Wassergraben umgeben ist. An der Ostseite sind noch Reste eines innenliegenden Walles von 10 m Breite und max. 2,5 m Höhe erkennbar. Im Südwesten ein kleiner Annex, bei dem es sich um eine Vorburg gehandelt haben könnte. Er ist aber auf der Kurhannoverschen Landesaufnahme von 1776 nicht verzeichnet. Die ursprüngliche, 1291 errichtete Burg war aus Holz gefertigt. Weiteres ist zur Gestalt der mittelalterlichen Anlagen nicht bekannt. | 28933734                        |      |

## Wilkenstorf
| Lage                       | Bezeichnung          | Beschreibung | ID                              | Bild |
| -------------------------- | -------------------- | ------------ | ------------------------------- | ---- |
| 53° 9′ 28″ N, 11° 6′ 44″ O | Wilkenstorf 1, Deich |              | 35489764/1/-/ 28933219 35489764 | BW   |